# Xã Orange, Quận Shelby, Ohio
Xã Orange (tiếng Anh: Orange Township) là một xã thuộc quận Shelby, tiểu bang Ohio, Hoa Kỳ. Năm 2010, dân số của xã này là 1.245 người.